# Kiskőszeg
Kiskőszeg (horvátul Batina, németül Donau-Drau-Winkel) falu Horvátországban, Eszék-Baranya megyében. Közigazgatásilag Darázshoz tartozik.

## Fekvése
Eszéktől 25 km-re északkeletre, a Duna jobb partján, a Drávaközben fekszik.

## Nevének eredete
Nevét egyesek szerint a Duna és a Karasica-patak egybefolyásánál levő köves szegletről kapta.
Batina nevét a Kőszeggel szemben, a Duna túlsó partján, Bezdán területén feküdt középkori Battyán helységről nyerte, mellyel a battyáni rév kapcsolta össze.

## Története

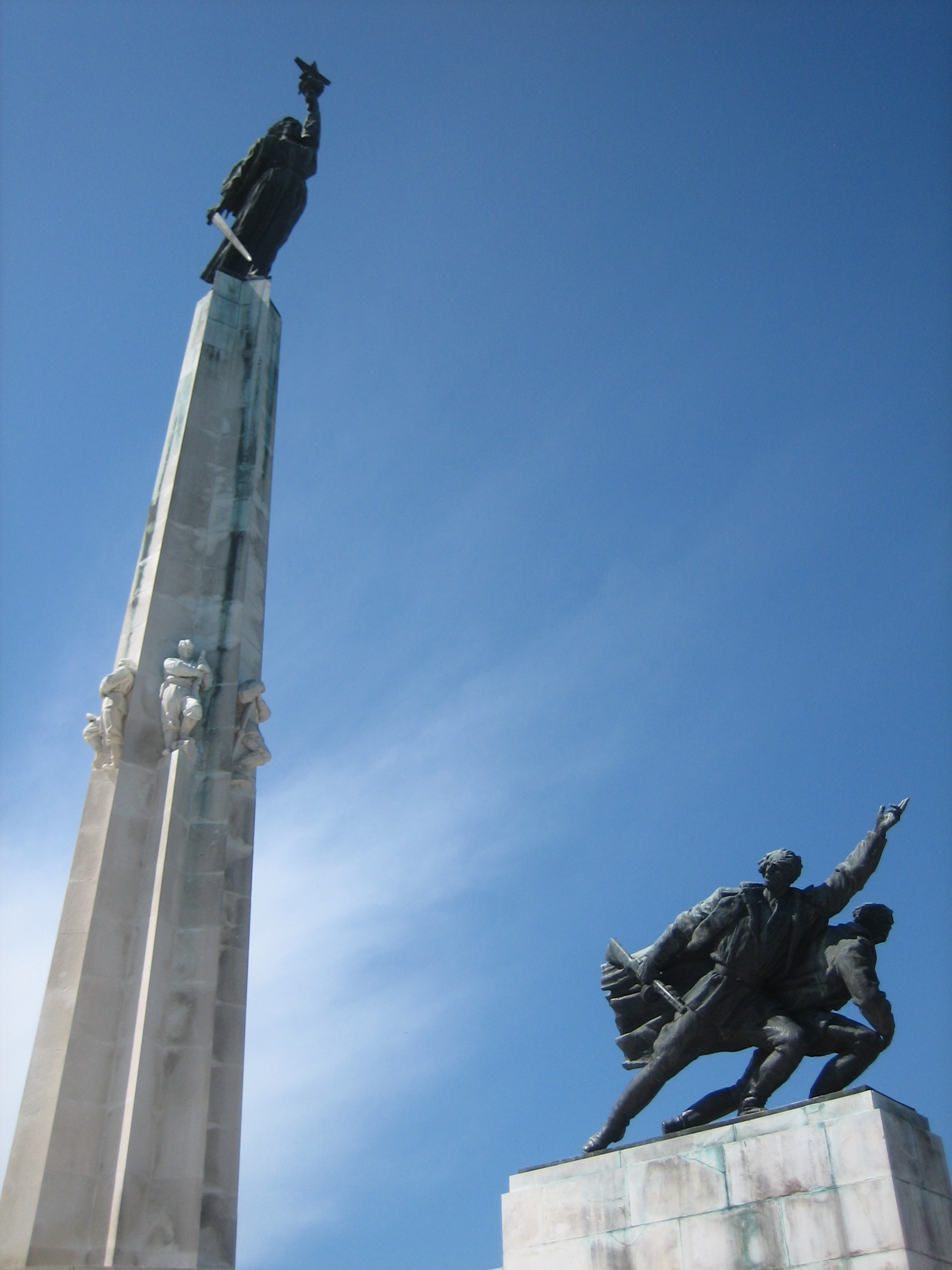
Szovjet emlékmű

A területén levő „Grovišće” lelőhely leletei alapján arra következtethetünk, hogy itt már a vaskorban, de minden bizonnyal már a bronzkorban is emberi település volt. A 20. század elején egy mellékletekben rendkívül gazdag kelta sírt találtak itt. A mellékletek között vas sisak, kétélű kard, kopja és fémveretek voltak. A leleteket az i. e. 2. századra, La Tène-kultúra időszakára keltezték és a kelták Eraviszkusz törzséhez kapcsolták. A temető a vaskorban, de valószínűleg már a bronzkorban is használatban volt.
Ugyancsak a településnek a középső bronzkortól a római korig tartó folyamatos népességére utalnak a „Gradac i Sredno” lelőhely leletei. A település mellett már régóta ismert és tervszerűen ásatott őskori hamvasztásos nekrolisz található. A sírokban a dályai típusú edények (urnák) és a fibulák különféle típusai voltak. A kiskőszegi temetőbe az urnamezős kultúra népének temetkezési kultúráját továbbvivő, de jóval későbbi balkáni illír kultúra népe temetkezett. Az őskori településre építették fel az ókorban a rómaiak „Ad Militares” nevű erődjüket, mely a római határvédelmi rendszer, a dunai limes részét képezte. 1876-ban itt egy gazdag római sírt is találtak.
A római korban a falu helyén a Bacincum nevű település állt, melynél a Duna egyik átkelőhelye volt.
Kőszeg egykori várának romjai a Duna partján állnak. A Duna felett emelkedő várat Héder nemzetségbeli Henrik fia János bírta, aki 1315-ig Baranya, Bodrog, Somogy és Tolna ispánságát viselte, s területén uradalmakat és várakat foglalt el, például Kéméndet is.
1316-ban Károly Róbert király hadjáratot vezetett ellene,  és Kőszeget ostrommal foglalta el. A várnagyi tisztet a király Pál bodrogi ispánra bízta.

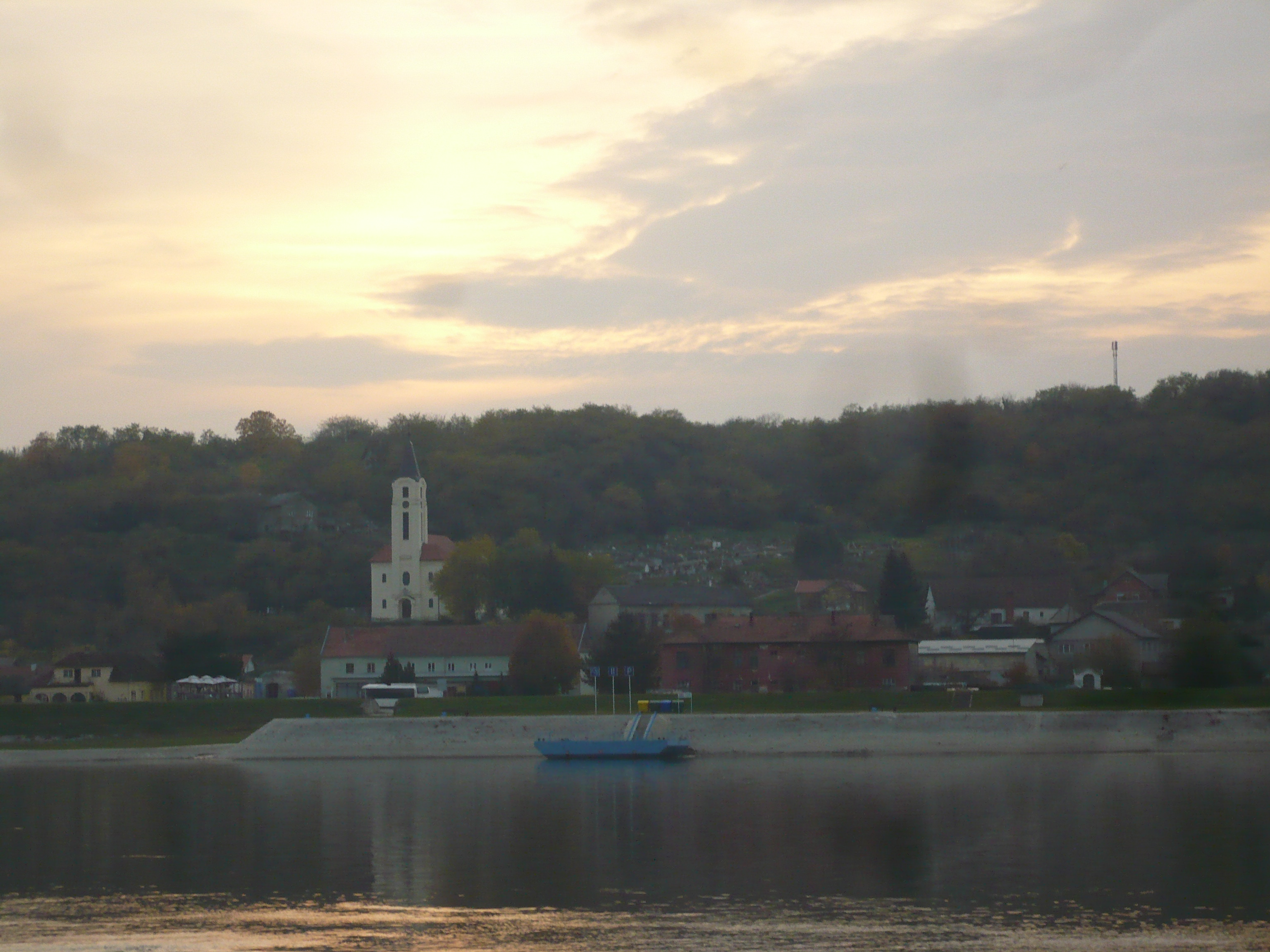
Naplemente Kiskőszeg felett

1327 után a várat uradalmával együtt Henrik fia János fiának Herczegh Péternek adta vissza, kárpótlásul a tőle elkobzott szlavóniai várakért.  Péter itt a Szent Szalvátor (üdvözítő) tiszteletére pálos kolostort alapított, mely 1333-ban már állt.
1526-ban a közelgő háborús veszély hatására elnéptelenedett. 1543-ban a Mohácsi szandzsákon belül a Baranyavári náhije része lett. Az 1591-es török adókönyvben „Köszeg” néven pusztaként találjuk.
A térség 1687-ben szabadult fel a török uralom alól. A felszabadítás után a bellyei uradalom része lett, melyet hadi érdemeiért királyi adományként Savoyai Jenő herceg kapott meg. Savoyai 1736-os halála után, miután örököse nem volt, a birtok a kamarára szállt. Mária Terézia 1780. május 5-én leányának, Mária Krisztina ausztriai főhercegnőnek és férjének, Szász-Tescheni Albert hercegnek adományozta. Miután ők is gyermektelenek voltak, a birtokot Károly Lajos főherceg örökölte. Károly örököse fia, Albrecht lett, majd halála után Albrecht testvérének fia, Frigyes lett a következő ura, egészen az első világháborúig.
Az 1757-es évben, amikor szemlét tartottak a településen, téglából épült római katolikus templomról írtak, amit a bécsi udvar támogatott. A templom keletelt fekvésű, cseréppel fedett, tornyában három harangot helyeztek el. Felszentelése 1758-ban történt Szent Bálint tiszteletére, a falu búcsúját az ő tiszteletére minden év február 15-én tartották.
A 18. században jelentős számú német telepedett le a faluban. Az 1829-es szemlén már úgy jellemezték a falut, hogy három nemzetiség – magyar, német, horvát – lakta.
1851-ben a faluról a következő leírás jelent meg:
„Batina, vagy máskép Kis-Kőszeg, magyar-német shokacz falu, Baranya vgyében, 1388 kath., 6 óhitű, 4 reform. lak., katholikus plébániával, dunarévvel, mellyen Bács vármegyébe járnak át. Határa első osztálybeli; bora jó; viza-halászata jövedelmes; kőbányája van. A Duna-parton fekvő hegyéről szép kilátás esik a környékre. Délnyugot felé fekvő hegyén pedig egy régi vár omladékai látszanak, mellyet a lakosok Leányvárnak neveznek. F. u. Károly főherczeg örök. Ut. p. Bezdán.”
1910-ben 2740 lakosából 1854 magyar, 256 német, 613 sokác, 10 horvát, 10 szerb és 1 tót volt, ebből 2691 római katolikus, 11 református, 28 izraelita volt. A lakosok közül 2529 fő tudott magyarul.
A trianoni békeszerződésig Baranya vármegye Baranyavári járásához tartozott és azóta lakói között a német és az egyéb nemzetiségek aránya minimálisra csökkent, folyamatosan fogy a magyarok száma is a délszlávok, elsősorban a magukat horvátnak vallók javára. 1991-ben a népszámlálás 1449 lakost regisztrált, melyből
- magyar 688 fő (47,48%),
- horvát 446 fő (30,77%),
- jugoszláv 170 fő (11,73%),
- szerb 61 fő (4,20%),
- egyéb 84 fő (5,79%).

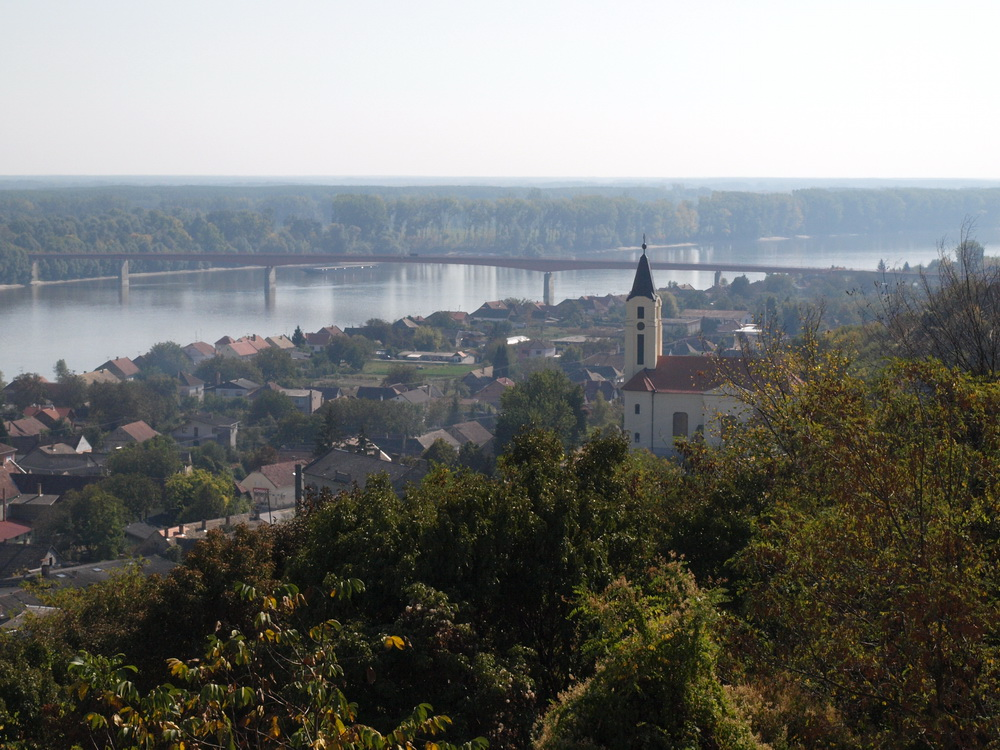
Kiskőszeg látképe

A délszláv háború után népessége folyamatosan csökken, 2001-ben lakóinak száma 1048 fő volt.

## Nevezetességek
- Szent Bálint vértanú tiszteletére szentelt plébániatemplomát[8] 1927-ben építették Fran Funtak vukovári építész tervei szerint. A templom a Duna közelébe épült a temető melletti magaslatra. Egyhajós épület két oldalkápolnával, sokszögű szentéllyel és sekrestyével. A templom monumentalitását egy erős téglalap alakú alapon álló oszlopokkal ellátott portál hangsúlyozza, amelynek négyzet alakú fővonala ívben végződik. A templom belső részén a falakon a kereszt motívuma ismétlődik. A főoltár Szent Valentinnak, a mellékoltárok Jézus és Mária szentséges szívének vannak szentelve. A plébániát 1780-ban alapították.  Orgonáját Angster József pécsi műhelyében építették 1887-ben.
- A Nepomuki Szent János tiszteletére szentelt barokk szentélyfülkét a szent kőszobrával 1756-ban építették.
- 1944-ben itt keltek át a szovjet csapatok a Dunán, erre emlékmű[9] emlékeztet a folyóparton (kiskőszegi csata). Az emlékművet, Antun Augustinčić alkotását 1947-ben állítottak fel, a hála és  az emlékezet jeléül azokért az áldozatokért, akik a szovjet hadsereg a Nemzeti Felszabadító Hadsereg egységeivel együtt az 1944. novemberi döntő ütközetek során estek el. A kövezett félköríves fennsík felett egy 29 méter magas, kőlapokkal kirakott, téglalap alaprajzú oszlop uralkodik. Az oszlop tetején a győzelem szimbóluma, hét láb magas, mozgalmas nőalak, fáklyával és karddal a kezében. Az oszloptól tíz méterre szovjet harcosok alakjai vannak kőbe vésve a hadsereg minden fegyverneméből. Az emlékmű előtti talapzaton rézből készült kompozíció látható, amely a Vörös Hadsereg harcosait jelképezi.
- A Dunán 638 m hosszú híd ível át itt, mely a szerbiai Bezdánnal köti össze.

## Kultúra
- A MKUD „Kiskőszeg” Batina magyar kulturális egyesületet 2000-ben alapították. Tevékenységi köréhez tartozik a helybéli magyarság kultúrájának és hagyományainak ápolása. Az egyesületen belül 2005 óta női kar működik. 2007-ben az egyesület állandó klubhelyiséghez jutott, így a heti próbákhoz a hely biztosítva van. A női kar 2012-ben adta ki első CD-jét, amire igencsak büszkék. Számos rendezvényt szerveznek. Jelesebbek közé tartoznak a Jánoska-eresztés a Dunán és a kézimunka-kiállítás. Kezdeményezői voltak a honvédő háború után újraéledő szüreti mulatságok szervezésének, a téli hónapokban pedig kézimunka foglalkozásokat szerveznek a tagság részére.
- Ars Danubija kulturális és művészeti egyesület.

## Oktatás
A településen Darázsi Általános Iskola területi iskolája működik.

## Sport
Az NK Napredak Batina labdarúgóklubot 1924-ben alapították.II világháború alatt Levente néven szerepel. A csapat jelenleg a megyei 3. ligában szerepel.